# Prix de la critique (Belgique, spectacle)
 (mai 2025).
 (mai 2025).
Pour les articles homonymes, voir Prix de la critique.
Ne doit pas être confondu avec Prix de la critique (Belgique, cinéma).
Le prix de la critique, également nommé Prix Maeterlinck de la critique est un prix artistique belge francophone qui récompense des artistes et des œuvres dans les domaines du théâtre, de la danse et du cirque.
Il est l'héritier des Èves du Théâtre (1952-1982), du prix Tenue de ville (1996-1997) et du prix du Théâtre (1998-2005).

## Historique
En 1952, à une époque où la reconnaissance des artistes par un prix n'existe pas dans la francophonie, l'idée de récompenser les artistes de la scène se concrétise en Communauté française de Belgique par la remise annuelle d'une statuette, l'Ève du Théâtre aux comédiens élus par l'Union de la presse théâtrale, présidée par Robert Chesselet, qui décerne aussi un prix triennal de mise en scène. Le paysage théâtral belge connaissant quelques turbulences avec l'éclosion du Jeune Théâtre, la cérémonie est suspendue de 1978 à 1981. Elle reprend en 1982 sous l'égide de l'Association de la Presse du Spectacle et ajoute un prix des Variétés.
En 1987, Catherine Degan, critique théâtrale et présidente de l'association journalistique, convainc ses partenaires d'élargir le panel des artistes éligibles en attribuant une nouvelle Ève, réalisée par René Hausman, pour les secteurs de l'écriture dramatique, de la découverte, de la danse, de la contribution artistique, en créant de plus une Ève d'honneur pour l'ensemble de la carrière d'un artiste – ce qui se réalise jusqu'en 1993.
Après une courte interruption, la cérémonie change de nom et décerne les  prix Tenue de Ville, soutenue par la revue éponyme de Philippe Lenghor, accompagnés des statuettes à chapeau de Serge Vandercam. 
En 1998, elle continue sous l'appellation prix du Théâtre et évolue jusqu'à désigner des artistes de quatorze secteurs différents qui reçoivent chacun un brigadier et, depuis 2004, un diplôme. 
En 2006 se produit un nouveau changement nom au profit du Prix de la critique.

## Membres du jury
- Jacques Franck, président honoraire

### Membres actuels
- Christian Jade, président, journaliste sur le site RTBF.be
- Michèle Friche, présidente du jury, journaliste au Soir
- Nurten Aka, journaliste à Radio Campus et à Focus VIF
- Marie Baudet, journaliste à La Libre Belgique
- Gilles Béchet, journaliste à Bruzz
- Laurence Bertels, journaliste à La Libre Belgique
- François Caudron, journaliste à Musiq'3 (RTBF)
- David Courier, journaliste à BX1
- Muriel Hublet, critique à Plaisir d'Offrir
- Catherine Makereel, journaliste au Soir
- Dominique Mussche, journaliste sur le site RTBF.be
- Nicolas Naizy, journaliste indépendant (ex-Metro) et à Radio Campus
- Estelle Spoto, journaliste au Vif/L'Express et à Focus VIF
- Laurent Ancion, journaliste à C!RQ en Capitale

### Anciens membres
- Camille de Marcilly, journaliste à La Libre Belgique
- Adrienne Nizet, ex-journaliste au Soir
- Éric Russon, journatliste à la RTBF et à Arte
- Philip Tirard, journaliste à La Libre Belgique
- Michel Voiturier, critique sur le site Rue du Théâtre

## Palmarès

### 2006
- Création artistique et technique : Laurent Kaye
- Scénographie : Olivia Mortier
- Espoir féminin : Anaël Snoek
- Espoir masculin : Eno Krojanker
- Découverte : Le Pont de pierre et la Peau d'images de Daniel Danis
- Auteur : Pietro Pizzuti
- Prix Bernadette Abraté : René Hainaux
- Comédienne : Françoise Oriane
- Comédien : Bernard Sens
- Seul en scène : Carole Karemera
- Spectacle de danse : Chambre blanche de Michèle Noiret
- Mise en scène : Georges Lini
- Spectacle : La Mouette d'Anton Tchekhov

### 2007
Maître de cérémonie : Pietro Pizzuti
- Création artistique et technique : Catherine Somers
- Scénographie : Anne Guilleray
- Espoir féminin : Deborah Rouach
- Espoir masculin : Cédric Juliens
- Découverte : Hansel et Gretel de Jean-Benoît Ugeux
- Auteur : Virginie Thirion
- Prix Bernadette Abraté : Michèle Braconnier
- Comédienne : Lara Persain
- Comédien : Alain Éloy
- Seul en scène : Frederik Haùgness
- Spectacle de danse : Holeulone de Karine Ponties
- Mise en scène : Philippe Sireuil
- Spectacle : Incendies de Wajdi Mouawad

### 2008
- Création artistique et technique : Renaud Ceulemans
- Scénographie : Michel Boermans
- Espoir féminin : Émilie Maquest
- Espoir masculin : Clément Thirion
- Découverte : festival Première Fois aux Tanneurs
- Auteur : Bernard Cogniaux et Marie-Paule Kumps
- Prix Bernadette Abraté : Pierre Laroche
- Comédienne : Véronique Dumont et Catherine Salée
- Comédien : Itsik Elbaz
- Seul en scène : Isabelle Wéry
- Spectacle de danse : V.-Nightmares de Thierry Smits
- Mise en scène : Jasmina Douieb
- Spectacle : 4.48 Psychose de Sarah Kane, mise en scène d'Isabelle Pousseur

### 2009
- Création artistique et technique : Enrico Bagnoli
- Scénographie : Zouzou Leyens
- Espoir féminin : Julie Duroisin
- Espoir masculin : Fabrice Adde
- Découverte : Affaire d'âme d'Ingmar Bergman, mise en scène de Myriam Saduis
- Auteur : Paul Pourveur
- Prix Bernadette Abraté : Philippe Grombeer
- Comédienne : Brigitte Dedry
- Comédien : Serge Demoulin
- Seul en scène : Hamadi
- Spectacle de danse : Demain de Michèle Noiret
- Mise en scène : Philippe Sireuil
- Spectacle : Si demain vous déplaît d'Armel Roussel

### 2010
| Catégorie                        | Nommés | Nommés | Nommés |
| -------------------------------- | --- | --- | --- |
| Création artistique et technique | Natacha Belova pour Les Trois Vieilles | Pascal Charpentier pour Le Capitaine Fracasse | Alain Moreau pour Sur la dune |
| Scénographie                     | Charly Kleinermann pour Lieu commun de François Archambault, mise en scène de Myriam Youssef. | Didier Payen pour Under de Lars Noren, mise en scène de Jean-François Noville et pour Pylade de Pier Paolo Pasolini, mise en scène de Lazare Gousseau               | Dao Sada pour Un homme est un homme de et mis en scène par René Georges et Salifou Kientega |
| Espoir féminin                   | Anna Cervinka dans Ice cold sisters de Dominique Bréda, m.e.s. Victor Scheffer dans Le langue-à-langue des chiens de roche de Daniel Danis, m.e.s Georges Lini dans R.W. (Premier dialogue) d’après Robert Walser, m.e.s Pascal Crochet dans Le Groupe de Dominique Bréda, m.e.s. Dominique Bréda | Valentine Gérard dans Un uomo di meno, de Jacques Delcuvellerie | Laura Sepul dans Le Chagrin des ogres de Fabrice Murgia |
| Espoir masculin                  | Grégoire Fasbender dans Les Damnés de William Cliff, mise en scène de Dolorès Oscari | Nabil Missoumi dans Aux hommes de bonne volonté, de Jean-François Caron, mise en scène de Vincent Goethals                                                          | Renaud Tefnin dans Affabulazione de Pier Paolo Pasolini, mise en scène de Frédéric Dussenne |
| Découverte                       | Les Langues paternelles de Dider Serge, adaptation et mise en scène d'Antoine Laubin | Pylade de Pier Paolo Pasolini, mise en scène de Lazare Gousseau | Terres mortes de Franz Xaver Kroetz, mise en scène d'Alex Lorette & Léonore Frenois |
| Auteur belge                     | Philippe Beheydt pour La Boîte en coquillages | Dominique Bréda pour Purgatoire, Hostiles et Le Groupe | Pietro Pizzuti pour L'initiatrice, Kif-kif et Animal |
| Comédienne                       | Edwige Baily dans Savannah Bay de Marguerite Duras, mise en scène de Philippe Sireuil | Catherine Grosjean dans Porc-épic de David Paquet, mise en scène de Marine Haulot et dans La Défonce, de Pascal Chevarie, mise en scène de Jasmina Douieb           | Fanny Marcq dans Gibier de potence – L’Affaire de la rue Lourcine, de Feydeau et Labiche, mise en scène de Michel Dezoteux |
| Comédien                         | Yoann Blanc dans Pleurez mes yeux, pleurez, d'après le Cid de Corneille, mise en scène de Philippe Sireuil | Fabrice Rodriguez dans Affabulazione de Pier Paolo Pasolini, mise en scène de Frédéric Dussenne et dans Under de Lars Noren, mise en scène de Jean-François Noville | Alexandre Trocki dans Gibier de potence – L’Affaire de la rue Lourcine, de Feydeau et Labiche, mise en scène de Michel Dezoteux dans Un uomo di meno, de Jacques Delcuvellerie et dans Mein Kampf de George Tabori, mise en scène de David Strosberg |
| Seul en scène                    | Éloge de l'oisiveté d'après Bertrand Russell, mise en scène de Véronique Dumont, avec Dominique Rongvaux | L'Insoumise ou Scarlet O'Hara au pied du terril de Soufian El Boubsi, avec Jamila Drissi                                                                            | Une nuit arabe de Roland Schimmelpfennig. Mise en scène et interprétation de Dirk Opstaele |
| Danse                            | L'Assaut des cieux de Claudio Bernardo | Pagina bianca de Daniele Luca | To the Ones I Love de Thierry Smits |
| Mise en scène                    | Vincent Goethals pour Le Cocu magnifique de Fernand Crommelynck et pour Aux hommes de bonne volonté, de Jean-François Caron | Jean-François Noville pour Under de Lars Noren. | Isabelle Pousseur pour Biographie d'ombre de Lars Norèn |
| Spectacle                        | Grow or Go de Françoise Bloch, d'après Marc Bauder | Le Chagrin des ogres de Fabrice Murgia | R.W. (Premier dialogue) De Pascal Crochet d'après Robert Walser |
| Prix Bernadette Abraté           | Christian Machiels, directeur du Théâtre de la Balsamine | Christian Machiels, directeur du Théâtre de la Balsamine | Christian Machiels, directeur du Théâtre de la Balsamine |

### 2011
| Catégorie                        | Nommés | Nommés | Nommés |
| -------------------------------- | --- | --- | --- |
| Création artistique et technique | Habit(u)ation d'Anne-Cécile Vandalem | L'Institut Benjamenta d'après le roman de Robert Walser. Mise en scène de Nicolas Luçon.                                      | Kiss and cry de Michèle-Anne De Mey et Jaco Van Dormael.                                                                 |
| Scénographie                     | I would prefer not tod'après Herman Melville, Pierre Guyotat et Stanislaw-Ignacy Witkiewicz. De Selma Alaoui. Scénographie de Frédérique De Montblanc.       | Le Non de Klarad’après Soazig Aaron. Mise en scène de Patricia Houyoux. Scénographie de Chloé De Wolf et Joël Larouche.       | Projet H.L.A. de Nicolas Frétel. Mise en scène de Georges Lini. Scénographie d'Aurélie Borremans et Sébastien Fernandez. |
| Espoir féminin                   | Sarah Brahy et Aline Mahaux dans Ajuste tes pensées petite sœur, de Sarah Brahy et Aline Mahaux.                                                             | Olivia Carrère dans Life/Reset: Chronique d’une ville épuisée de Fabrice Murgia.                                              | Charlotte Villalonga dans Hêtre de Céline Delbecq                                                                        |
| Espoir masculin                  | Damien De Dobbeleer dans I would prefer not to de Selma Alaoui; et dans Romeo et Juliette, mise en scène de Georges Lini.                                    | Antoine Guillaume dans Antoine Guillaume assume!, de Sébastien Ministru et Antoine Guillaume. Mise en scène: Nathalie Uffner. | Benoît Piret dans L’Institut Benjamenta d’après Robert Walser, mise en scène Nicolas Luçon.                              |
| Découverte                       | Ajuste tes pensées petite sœur de Sarah Brahy et Aline Mahaux.                                                                                               | Hors-la-loi de Régis Duqué, mise en scène de Jérôme Nayer.                                                                    | Où les hommes mourraient encore de Sophie Linsmaux et Aurelio Mergola.                                                   |
| Auteur belge                     | Céline Delbecq pour Hêtre. | Régis Duqué pour Hors-la-loi.                                                                                                 | Thibaut Nève pour Toutes nos mères sont dépressives.                                                                     |
| Comédienne                       | Muriel Legrand dans Où les hommes mourraient encore, de Sophie Linsmaux et Aurelio Mergola.                                                                  | Anne-Marie Loop dans I would prefer not to de Selma Alaoui.                                                                   | Magali Pinglaut dans Soudain l’Eté dernier de Tennessee Williams. Mise en scène de Michel Kacenelenbogen.                |
| Comédien                         | Philippe Jeusette dans Occident, de Rémi De Vos, mise en scène de Frédéric Dussenne; et dans Projet H.L.A. de Nicolas Fretel, mise en scène de Georges Lini. | Nicolas Luçon dans Ivanov-Remix, d’Armel Roussel.                                                                             | Michelangelo Marchese dans Himmelweg de Juan Mayorga, mise en scène de Jasmina Douieb,                                   |
| Seul en scène                    | Life/Reset: Chronique d’une ville épuiséede Fabrice Murgia. Avec Olivia Carrère.                                                                             | Rue du croissant de Philippe Blasband. Avec Mohamed Ouachen.                                                                  | Vy de et avec Michèle Nguyen. Mise en scène d'Alberto Garcia Sanchez.                                                    |
| Danse                            | De l'air et du vent de Pierre Droulers. | Kiss and cry de Michèle-Anne De Mey et Jaco Van Dormael                                                                       | Minutes opportunes de Michèle Noiret.                                                                                    |
| Jeune public                     | Le Bureau des Histoires du Théâtre du Tilleul. | L'Ennemi du Mic Mac Théâtre.                                                                                                  | Le Roi sans Royaume de l'Agora Théâtre.                                                                                  |
| Mise en scène                    | Bête de style de Pier Paolo Pasolini, mise en scène de Frédéric Dussenne.                                                                                    | I would prefer not tod'après Herman Melville, Pierre Guyotat et Stanislaw-Ignacy Witkiewicz. De Selma Alaoui.                 | Nothing Rien Niks Nada du Panach Club. Mise en scène d'Eric De Staercke.                                                 |
| Spectacle                        | Habit(u)ation d'Anne-Cécile Vandalem | Himmelweg de Juan Mayorga, mise en scène de Jasmina Douieb.                                                                   | Ivanov Re-Mix d’après Anton Tchekhov, mise en scène d’Armel Roussel.                                                     |
| Prix Bernadette Abraté           | Huguette Van Dyck, directrice du café-théâtre La Samaritaine.                                                                                                | Huguette Van Dyck, directrice du café-théâtre La Samaritaine.                                                                 | Huguette Van Dyck, directrice du café-théâtre La Samaritaine.                                                            |

### 2012
| Catégorie                        | Nommés | Nommés | Nommés |
| -------------------------------- | --- | --- | --- |
| Création artistique et technique | La Estupidez de Rafael Spregelburd. Mise en scène: Transquinquennal.                                                         | Exils de Fabrice Murgia.                                                                                           | Une société de services de Françoise Bloch. |
| Scénographie                     | Pikâ Don (Hiroshima)Texte et mise en scène d'Alex Lorette. Scénographie d'Hélène Kufferath.                                  | Le Songe d'une nuit d'étéde William Shakespeare. Mise en scène d'Isabelle Pousseur. Scénographie de Zouzou Leyens. | Le Tour du monde en 80 jours d'après Jules Verne. Mise en scène et adaptation de Thierry Debroux. Scénographie de Ronald Beurms                                                                                     |
| Espoir féminin                   | Aline Mahaux dans La Nostalgie de l’avenir d’après La Mouette d'Anton Tchekhov. Adaptation et mise en scène de Myriam Saduis | Wendy Piette dans La fille dans le bocal à poisson rouge de Morris Panych. Mise en scène de Georges Lini.          | Mathilde Rault dans Je suis devant toi, nue de Joyce Carol Oates. Mise en scène de Christine Delmotte. |
| Espoir masculin                  | Pierrick De Luca dans Une société de services de Françoise Bloch; et dans Nothing Hurts d'Armel Roussel.                     | Vincent Hennebicq dans Baal de Bertolt Brecht, mise en scène de Raven Ruëll et Jos Verbist.                        | Pierre Verplancken dans La Nostalgie de l’avenir d’après La Mouette d'Anton Tchekhov. Adaptation et mise en scène de Myriam Saduis; et dans Parasites, de Marius Von Mayenburg, mise en scène de Vincent Hennebicq. |
| Découverte                       | Des gouttes sur une pierre brûlante de R.W. Fassbinder. Mise en scène de Caspar Langhoff.                                    | In vitrine du collectif Rien de Spécial                                                                            | Le Signal du promeneur du Raoul Collectif. |
| Auteur belge                     | Serge Demoulin pour Le Carnaval des ombres.                                                                                  | Cathy Min Jung pour Les Bonnes Intentions.                                                                         | Virginie Thirion pour L'iceberg qui cache la forêt. |
| Comédienne                       | Claire Bodson dans Mamma Medea de Tom Lanoye. Mise en scène de Christophe Sermet.                                            | Déborah Rouach dans Cendrillon de Joël Pommerat.                                                                   | Mélanie Zucconi dans La Estupidez de Rafael Spregelburd. Mise en scène de Transquinquennal. |
| Comédien                         | Patrick Descamps dans Red de John Logan. Mise en scène de Michel Kacenelenbogen.                                             | Yannick Renier dans Mamma Medea de Tom Lanoye. Mise en scène de Christophe Sermet.                                 | Pierre Sartenaer dans La Estupidez de Rafael Spregelburd. Mise en scène de Transquinquennal. |
| Seul en scène                    | Le Carnaval des ombres de et avec Serge Demoulin. Mise en scène de Michaël Delaunoy.                                         | Fall into the show de et avec Gwen Berrou.                                                                         | La nuit juste avant les forêts de Bernard-Marie Koltès. Mise en scène d‘Eric Castex, avec Azeddine Benamara. |
| Danse                            | Lamento de Michèle-Anne De Mey                                                                                               | Migrations de Nicole Mossoux et Patrick Bonté.                                                                     | Personne(s) de Thierry Thieû Niang. |
| Jeune public                     | Carmen de Karine Birgé d'après Prosper Mérimée et George Bizet. Mise en scène: Félicie Artaud.                               | Piccoli sentimenti du Tof Théâtre et du Teatro delle Briciole.                                                     | Un petit soldat de plomb de la compagnie Arts et Couleurs. |
| Mise en scène                    | Mamma Medea de Tom Lanoye, mise en scène de Christophe Sermet.                                                               | La Nostalgie de l’Avenird’après La Mouette d'Anton Tchekhov Adaptation et mise en scène de Myriam Saduis           | Le Songe d'une nuit d'été de William Shakespeare. Mise en scène d'Isabelle Pousseur. |
| Spectacle                        | Au Sanglier des Flandres De et avec Bernard van Eeghem                                                                       | Cendrillon de Joël Pommerat                                                                                        | La Estupidez de Rafael Spregelburd. Mise en scène: Transquinquennal. |
| Prix Bernadette Abraté           | Josse De Pauw, acteur belge.                                                                                                 | Josse De Pauw, acteur belge.                                                                                       | Josse De Pauw, acteur belge. |

### 2013
La cérémonie s'est tenue le 21 octobre 2013 au Théâtre Varia à Ixelles.
| Catégorie                        | Nommés | Nommés | Nommés |
| -------------------------------- | --- | --- | --- |
| Création artistique et technique | Mélanie Daniels de Claude Schmitz. Scénographie de Boris Dambly. Lumières de Philippe Orlinski. Costumes de Marie Guillon Le Masne. Maquillages de Zaza da Fonseca. Création sonore de Thomas Turine.                                              | Michel Dupont, réinventer le contraire du monde d'Anne-Cécile Vandalem. Lumières de Caspar Langloff. Conception sonore de Brice Cannavo. Coordination technique de Vital Van Kriekinge | Vision de Pierre Mégos. Scénographie de Christine Grégoire et Ledicia Garcia. Scénographie "Cinéma" de Thomas Delord. Lumières de Julie Petit-Étienne. Son de Iannis Heaulme. Maquette de Thomas Delord. Maquillage de Maud Liégeois. Vidéo de Caroline De Decker. |
| Scénographie                     | L'Éveil du printemps de Frank Wedekind. Mise en scène de Peggy Thomas. Scénographie d'Emmanuelle Bischoff. | Projet Ibsen : le fond des mers d’après Henrik Ibsen. Mise en scène de Guillemette Laurent. Scénographie de Stéphane Arcas.                                                            | Protocole de relance de Nicole Malinconi. Mise en scène de Myriam Saduis. Scénographie d'Anne Buguet. |
| Espoir féminin                   | Chloé De Grom dans La Vecchia Vacca, de Salvatore Calcagno | Amélie Lemonnier dans Les Pavés du Parvis, d'Amélie Lemonnier et Pierre Wayburn. Mise en scène de Philippe Laurent.                                                                    | Céline Peret dans Terrain Vague, de Thibaud Nève. Mise en scène de Jessica Gazon |
| Espoir masculin                  | Maroine Amimi dans L'Encrier a disparu de Daniil Harms, mise en scène de Bernard Cogniaux ; dans La serva amorosa de Carlo Goldoni, mise en scène de Pietro Pizzuti ; et dans Le bourgeois gentilhomme de Molière, mise en scène de Serge Demoulin | Jérémie Petrus dans Happy Slapping de Thierry Janssen, mise en scène d'Alexandre Drouet                                                                                                | Réal Siellez dans L'Encrier a disparu de Daniil Harms, mise en scène de Bernard Cogniaux ; dans La serva amorosa de Carlo Goldoni, mise en scène de Pietro Pizzuti ; et dans Le bourgeois gentilhomme de Molière, mise en scène de Serge Demoulin                  |
| Découverte                       | Josephina de et par Sicaire Durieux et Sandrine Heyraud (Cie Chaliwaté) | La Vecchia Vacca de Salvatore Calcagno (compagnie garçongarçon) | Weltanschaaung de Clément Thirion et Gwen Berrou |
| Auteur belge                     | Thomas Depryck pour Le réserviste | Guy Dermul et Pierre Sartenaer pour It's my life and I do what I want | Riton Liebman pour Liebman renégat (forme courte) |
| Comédienne                       | Marie Bos dans Ravissement, de Mélanie et Estelle Rullier, et dans Mélanie Daniels de Claude Schmitz | Valérie Lemaitre dans Rien à signaler, de Martin Crimp. Mise en scène de Georges Lini.                                                                                                 | Catherine Mestoussis et Magali Pinglaut dans Les Invisibles, d'après Florence Aubenas. Mise en scène d'Isabelle Pousseur. |
| Comédien                         | Karim Barras dans Hamlet, d'après William Shakespeare. Mise en scène de Michel Dezoteux. | Soufian El Boubsi dans Le mouton et la baleine, d'Ahmed Ghazali, mise en scène de Jasmina Douieb ; dans Tout ce que je serai, d'Alan Ball, mise en scène de Christine Delmotte         | Philippe Vauchel dans Je pense à Yu, de Carole Fréchette. Mise en scène de Vincent Goethals. |
| Seul en scène                    | After the walls [Utopia] d'Anne Cécile-Vandalem. Avec Vincent Lecuyer. | En toute inquiétude de et avec Jean-Luc Piraux | Tout le monde ça n'existe pas de et avec Marie Limet. Mise en scène de Laure Saupique. |
| Danse                            | Black Milk de Louise Vanneste | Débords/Réflexions sur la Table verte d'Olga De Soto | Luciola de Karin Pontiès |
| Jeune public                     | Conversation avec un jeune homme d'Agnès Limbos (compagnie Gare centrale) | Le voyage intraordinaire d'Éric Durnez. Mise en scène de Thierry Lefèvre (Une compagnie)                                                                                               | Macaroni ! de Vincent Zabus et Pierre Richards (Théâtre des Zygomars) |
| Mise en scène                    | L'Éveil du printemps de Frank Wedekind. Mise en scène de Peggy Thomas | Les invisibles d'après Florence Aubenas. mise en scène d'Isabelle Pousseur | Œdipe d'Olivier Kemeid d'après Sophocle. Mise en scène de José Besprosvany. |
| Spectacle                        | It's my life and I do what I want de Guy Dermul et Pierre Sartenaer | Discours à la nation d'Ascanio Celestini | Nous sommes pareils à ces crapauds... d'Ali et Hèdi Thabet |
| Prix Bernadette Abraté           | Anne Kumps, programmatrice cirque aux Halles de Schaerbeek | Anne Kumps, programmatrice cirque aux Halles de Schaerbeek | Anne Kumps, programmatrice cirque aux Halles de Schaerbeek |

### 2014
La cérémonie s'est déroulée le 13 octobre 2014 au Théâtre National à Bruxelles. La soirée était animée par le trio Tibidi, composé des comédiennes et chanteuses Muriel Legrand, Ariane Rousseau et Julie Leyder.
La cérémonie fut notamment marquée par un hommage particulier à Éric Durnez, auteur disparu dans l'année.
Recevant le prix honorifique Bernadette Abraté pour l'ensemble de sa carrière, Martine Wijckaert a prononcé un discours remarqué.
| Catégorie                        | Nommés | Nommés | Nommés |
| -------------------------------- | --- | --- | --- |
| Création artistique et technique | Don Juan Addiction / Elle(s) de Sylvie Landuyt. Scénographie de Vincent Bresmal, Lumières de Guy Simard. Création sonore de Ganja White Night, Benjamin Bayeul & Charlie Dodson. Coaching mouvement d'Edith Depaule. Musique de Ruggero Catania. Direction technique de Raymond Delepierre | Keep Going de Sophie Linsmaux et Aurelio Mergola. Mise en mouvement de Sophie Leso. Création sonore de Nicolas Testa. Maquillages de Florence Thonet. Lumières de Damien Zuidhoek. Accessoires de Noémie Vanheste | Les Villes tentaculaires d'Emile Verhaeren, mise en scène de Jean-Michel Van den Eeyden. Lumières de Christian François. Son de Christine Verschorren. Musique de Jean-François Durdu, Ludovic Romain, Benoît Leseure, Margaret Hermant et Leonor Palazzo, Mapping Video de Dirty Monitor |
| Scénographie                     | Roméo et Juliette de William Shakespeare, mise en scène d'Yves Beaunesne. Scénographie de Damien Caille-Perret | La Dame de chez Maxim de Georges Feydeau, mise en scène de Myriam Youssef. Scénographie de Thibaut de Coster et Charly Kleinermann                                                                                | Marie Szersnovicz pour les scénographies de Et avec sa queue il frappe, de Thomas Gunzig, mise en scène de David Strosberg et de Bleu bleu, de Stéphane Arcas |
| Espoir féminin                   | Evelien Bosmans dans Roméo et Juliette de William Shakespeare, mise en scène d'Yves Beaunesne | Jessica Fanhan dans Don Juan Addiction / Elle(s), de Sylvie Landuyt. | Consolate Sipérius dans Eclipse totale, de Céline Delbecq |
| Espoir masculin                  | Romain Cinter dans Rearview, de Gilles Poulain-Denis, mise en scène d'Armel Roussel | Pierre Lognay dans Orphelins, de Dennis Kelly, mise en scène de Patrick Mincke | Jérémie Petrus dans Punk Rock, de Simon Stephens, mise en scène d'Olivier Coyette |
| Découverte                       | Décris-ravage d'Adeline Rosenstein | Les Justes d'Albert Camus, adaptation et mise en scène de Mehdi Dehbi | Nourrir l’humanité, c’est un métier de et par Charles Culot et Valérie Gimenez, mis en scène par Alexis Garcia |
| Auteur belge                     | François Emmanuel pour Contribution à la théorie générale et Joyo ne chante plus | Sylvie Landuyt pour Elle(s) | Jean-Marie Piemme pour J'habitais une petite maison sans grâce, j'aimais le boudin, extrait de Spoutnik |
| Comédienne                       | Anne-Pascale Clairembourg dans La Dame de chez Maxim de Georges Feydeau, mise en scène de Myriam Youssef et dans Orphelins de Dennis Kelly, mise en scène de Patrice Mincke | Florence Hebbelynck dans L’Aide-mémoire, de Jean-Claude Carrière, mise en scène de Bruno Emsens et dans Les chaussures de Fadi, de Caroline Safarian                                                              | Stéphanie Van Vyve dans Le voyage d'Alice en Suisse de Lukas Bärfuss, mise en scène de Roland Mahauden, dans Je mens, tu mens, de Susann Heenen-Wolff, mise en scène de Christine Delmotte, et dans Chaos de Myka Myllyaho, mise en scène de Jean-Claude Idée                             |
| Comédien                         | Jérôme de Falloise dans Money, de Françoise Bloch, dans Blackbird de David Harrower, mise en scène de Raven Ruell | Guy Pion dans Richard III, de William Shakespeare, mise en scène d'Isabelle Pousseur | Pietro Pizzuti dans Le Roi se meurt, d'Eugène Ionesco, mise en scène par Christine Delmotte |
| Seul en scène                    | Et avec sa queue il frappe ! de Thomas Gunzig, mise en scène de David Strosberg, avec Alexandre Trocki | Joyo ne chante plus de François Emmanuel, mise en scène de Pascal Crochet, avec Gwen Berrou | Pigeons de Thierry Lefèvre et Kevin Defossez, avec Kevin Defossez |
| Danse                            | Cocktails de Thierry Smits | Hérétiques d'Ayelen Parolin | Tant'amati d'Erika Zueneli |
| Jeune public                     | Pourquoi j'ai tué Pierre de la compagnie Transhumance, adapté de la bande dessinée d'Olivier Ka et Alfred | Silence du Night Shop Théâtre, mise en scène de Bernard Senny | Yosh du Théâtre de l’Evni |
| Mise en scène                    | Homme sans but d'Arne Lyge, mise en scène de Coline Struyf | Le Cid de Pierre Corneille, mise en scène de Dominique Seron | Les Jumeaux vénitiens de Carlo Goldoni, mise en scène de Mathias Simons |
| Spectacle                        | Money de Françoise Bloch | Les Villes tentaculaires d'Emile Verhaeren, mise en scène de Jean-Michel Van den Eeyden | L.E.A.R. (Les enfants n'auront rien) d'après William Shakespeare, de Thomas Depryck, mise en scène d'Antoine Laubin |
| Prix Bernadette Abraté           | Martine Wijckaert, dramaturge metteuse en scène et directrice artistique de La Balsamine | Martine Wijckaert, dramaturge metteuse en scène et directrice artistique de La Balsamine | Martine Wijckaert, dramaturge metteuse en scène et directrice artistique de La Balsamine |

### 2015
La cérémonie s'est déroulée le 19 octobre 2015 au Théâtre Le Manège à Mons. La soirée était animée par la comédienne Gwen Berrou avec la participation de la chorale The Rocking Chairs.
| Catégorie                        | Nommés | Nommés | Nommés |
| -------------------------------- | --- | --- | --- |
| Création artistique et technique | Cabaret de J. Masteroff, J. Kander, Fr. Ebb, D'après la pièce de J. Van Druten et l'histoire de C. Isherwood. Mise en scène de Michel Kacenelenbogen. Direction musicale de Pascal Charpentier. Scénographie de Vincent Lemaire. Lumières de Laurent Kaye. Costumes de Chandra Vellut. Maquillage de Bernard Floch. Coiffures de Thierry Pommerell Chorégraphie de Thierry Smits. | Intérieur voix de Delphine Salkin. Création technique de Raymond Delepierre                                                                                              | Maxime Bodson pour son travail sonore et musical dans Revolt de Thierry Smits, et Vania ! de Christophe Sermet d'après Anton Tchekhov                                                      |
| Scénographie                     | De la beauté de Pascal Crochet. Scénographie d'Alicia Jeannin | Démons me turlupinant, d’après Patrick Declerk, mise en scène d’Antoine Laubin. Scénographie de Stéphane Arcas                                                           | Passions humaines d'Erwin Mortier, mise en scène de Guy Cassiers. Scénographie de Tim Van Steenbergen                                                                                      |
| Espoir féminin                   | Berdine Nusselder dans Les Mains sales, de Philippe Sireuil, d'après Jean-Paul Sartre | Taila Onraedt dans Cabaret, de J. Masteroff, J. Kander, Fr. Ebb. Mise en scène de Michel Kacenelenbogen                                                                  | Eline Schumacher dans Katzelmacher, de R. Fassbinder et une mise en scène de Ledicia Garcia, et dans Manger des épinards c'est bien, conduire une voiture c'est mieux, d’Eline Schumacher  |
| Espoir masculin                  | Mathieu Besnard dans La Cerisaie, d'Anton Tchekhov, une mise en scène de Thibaut Wenger, et dans L'Enfant colère, de Sophie Maillard | Clément Goethals dans Le Garçon de la piscine, de Salvatore Calcagno, et dans Petites histoires de la folie ordinaire, de Petr Zelenka, mise en scène de David Strosberg | Brice Mariaule dans Démons me turlupinant de Patrick Declerck, mise en scène d'Antoine Laubin, et dans L'inquiétude d'être au monde, de Camille de Toledo, mise en scène de Pascal Crochet |
| Découverte                       | Ha Tahfénéwai ! de Sophie Warnant et Romain Vaillant | L’Enfant Colère de Sophie Maillard | Manger des épinards, c’est bien, conduire une voiture, c’est mieux d’Eline Schumacher |
| Auteur belge                     | Thomas Depryck pour Le réserviste | Soufian El Boubsi et Joachim Olender pour Ils tentèrent de fuir, adapté du roman Les choses, de Georges Perec                                                            | Riton Liebman pour Liebman renégat |
| Comédienne                       | Ariane Rousseau dans Notre peur de n'être, de Fabrice Murgia | Sophie Sénécaut dans Ondine [démontée], d'Armel Roussel d'après Jean Giraudoux                                                                                           | Stéphanie Van Vyve dans Belles de nuit de Pedro Romero, mise en scène d’Alexis Goslain, et dans L'œuvre au noir, de Marguerite Yourcenar, mise en scène de Christine Delmotte              |
| Comédien                         | Yoann Blanc dans Ondine [démontée], d’après Jean Giraudoux, mise en scène d'Armel Roussel, et dans Perplexe, de Marius von Mayenburg, mise en scène de Sofia Betz | Thierry Hellin dans Les Mains sales, de Jean Paul Sartre, mise en scène de Philippe Sireuil, et dans Passions humaines d'Erwin Mortier, mise en scène de Guy Cassiers    | Yannick Renier dans Vania !, de Christophe Sermet d'après Anton Tchekhov |
| Seul en scène                    | Le dernier ami d'Eric Durnez, mise en scène de Thierry Lefèvre et Delphine Veggiotti, avec Thierry Lefèvre | M'appelle Mohamed Ali de Dieudonné Niangouna, mise en scène de Jean-Baptiste Tiemtoré, avec Étienne Minoungou                                                            | Vieil de Jean Le Peltier |
| Danse                            | Il Dolce Domani de Lisa Da Boit et Céline Curvers (compagnie Giolisu) | Oshiire d'Uiko Watanabe | ReVolt de Thierry Smits (compagnie Thor) |
| Jeune public                     | Au loin du Plastique Palace Théâtre, mise en scène de Judith Spronck | La petite fille aux allumettes de Julie Annen, d'après Hans Christian Andersen                                                                                           | Les Misérables de Karine Birgé et Marie Delhaye (Compagnie Karyatides), d'après Victor Hugo                                                                                                |
| Mise en scène                    | La Ville de Martin Crimp, mise en scène de Michaël Delaunoy | Les Mains sales de Philippe Sireuil, d'après Jean-Paul Sartre | Passions humaines d'Erwin Mortier, mise en scène de Guy Cassiers |
| Spectacle                        | Intérieur voix de Delphine Salkin | Liebman renégat de Riton Liebman | Vania ! de Christophie Sermet, d'après Anton Tchekhov |
| Prix Bernadette Abraté           | Jean-Marie Piemme, dramaturge | Jean-Marie Piemme, dramaturge | Jean-Marie Piemme, dramaturge |

### 2016
La cérémonie s'est déroulée le 3 octobre 2016 au Théâtre National à Bruxelles. La soirée fut animée par la comédienne Isabelle Wéry, accompagnée du musicien Christophe Morisset.
C'est la première fois qu'était remis un prix au meilleur spectacle de Cirque de la saison. À cette occasion, le circassien Joris Baltz a exécuté un numéro en intermède.
Le jury a également réintroduit un prix spécial récompensant un spectacle produit en dehors des frontières de la Fédération Wallonie-Bruxelles.
| Catégorie                        | Nommés | Nommés | Nommés |
| -------------------------------- | --- | --- | --- |
| Création artistique et technique | Cold Blood de Michèle Anne De Mey, Jaco Van Dormael, Thomas Gunzig et le collectif Kiss & Cry | L'intruse de Maurice Maeterlinck, Mise en scène de Emmanuel Texeraud. Scénographie de Didier Payen. Création lumière de Caspar Langhoff. Habillage sonore de Noam Rzewski | Tristesses d’Anne-Cécile Vandalem. Assistanat : Sarah Seignobosc. Scénographie: Ruimtevaarders. Costumes : Laurence Hermant. Musique : Pierre Kissling. Création Vidéo : Benoît Gillet et Arié Van Egmond |
| Scénographie                     | Lehman Trilogy – chapitres de la chute Scénographie: Daniel Lesage | Darius, Stan & Gabriel contre le Monde Méchant Scénographie: Boris Dambly                                                                                                 | Un conte d'hiver et Tristesse animal noir Scénographies: Renata Gorka |
| Espoir féminin                   | Audrey D'Hulstère dans Un tramway nommé désir, de Tennessee Williams, une mise en scène de Stephen Shank | Laura Fautré dans Ma pucelette de et par Laura Fautré | Émilie Maréchal dans Plainte contre X, de Karin Bernfeld, une mise en scène d'Alexandre Drouet |
| Espoir masculin                  | Julien Besure dans Les Trois Mousquetaires, de Thierry Janssen d'après Alexandre Dumas et une mise en scène de Thierry Debroux, et dans Un conte d'hiver, de William Shakespeare et une mise en scène de Georges Lini | Iacopo Bruno dans Lehman Trilogy – chapitres de la chute, de Stefano Massini et une mise en scène de Lorent Wanson                                                        | Adrien Drumel dans Reflets d'un banquet, écriture et mise en scène de Pauline d'Ollone d'après Platon, et dans Du béton dans les plumes, écriture et mise en scène d'Axel Cornil                          |
| Découverte                       | On the road… A de et par Roda Fawaz, mise en scène d'Éric De Staercke | Reflets d'un banquet d'après Platon, mise en scène de Pauline d'Ollone | Safari (comme un teen movie) d'Armel Roussel et David Murgia. Avec Larissa Corriveau et Gilles Poulin-Denis                                                                                               |
| Auteur belge                     | Axel Cornil pour Du béton dans les plumes et Crever d'amour | Céline Delbecq pour L'Enfant sauvage | Veronika Mabardi pour Loin de Linden |
| Comédienne                       | Valérie Bauchau dans Loin de Linden de Veronika Mabardi et une mise en scène de Giuseppe Lonobile | Mathilde Lefèvre d'Amor mundi, de Myriam Saduis et Valérie Battaglia d’après Hannah Arendt, et une mise en scène de Myriam Saduis                                         | Catherine Salée dans Trois ruptures de Rémi De Vos, mise en scène de Bruno Emsens |
| Comédien                         | Itsik Elbaz dans Un conte d'hiver, de William Shakespeare et une mise en scène Georges Lini, et dans Tristesse Animal noir, d'Anja Hilling, mise en scène de Georges Lini                                             | Denis Lavant et Alexandre Trocki dans Elisabeth II de Thomas Bernhard, mise en scène d'Aurore Fattier                                                                     | Jean-Benoît Ugeux dans Nevermore, de Nicolas Luçon d'après Stanislaw Ignacy Witkiewicz, et dans Tristesses, d'Anne-Cécile Vandalem                                                                        |
| Seul en scène                    | L'avenir dure longtemps d’après Louis Althusser, adaptation et mise en scène de Michel Bernard, avec Angelo Bison | L'Enfant sauvage de Céline Delbecq, avec Thierry Hellin | Porteur d'eau de et avec Denis Laujol |
| Danse                            | Happy Hour de et par Mauro Paccagnella et Alessandro Bernardeschi | Rushing Stillness de Marielle Morales | Simplexity. La beauté du geste de Thierry De Mey |
| Cirque                           | Jet-lag de Sandrine Heyraud, Sicaire Durieux et Loïc Faure (compagnie Chaliwaté) | La Cosa de Claudio Stellato | Poivre rose de la compagnie Poivre Rose. Mise en scène de Christian Lucas |
| Jeune public                     | Alibi de Fujio Ishimaru, Sophie Leso et Nicolas Arnould (Théâtre de l'EVNI) | La Théorie du Y de Caroline Taillet | Stoel de Caroline Cornélis (Nyash Compagnie) |
| Mise en scène                    | Amor mundi de Myriam Saduis et Valérie Battaglia d’après Hannah Arendt, et une mise en scène de Myriam Saduis | Élisabeth II de Thomas Bernhard, et une mise en scène d'Aurore Fattier | Lehman Trilogy - chapitres de la chute de Stefano Massini, et une mise en scène de Lorent Wanson |
| Spectacle                        | Ceux que j'ai rencontrés ne m'ont peut-être pas vu du Nimis Groupe | Cold Blood de Michèle Anne De Mey, Jaco Van Dormael, Thomas Gunzig et le collectif Kiss & Cry                                                                             | Tristesses d’Anne-Cécile Vandalem |
| Prix spécial du jury             | Five Easy Pieces de Milo Rau | Five Easy Pieces de Milo Rau | Five Easy Pieces de Milo Rau |
| Prix Bernadette Abraté           | Jean-Louis Colinet et Jan Goossens, les directeurs respectifs du Théâtre National et du KVS | Jean-Louis Colinet et Jan Goossens, les directeurs respectifs du Théâtre National et du KVS                                                                               | Jean-Louis Colinet et Jan Goossens, les directeurs respectifs du Théâtre National et du KVS |

### 2017
La cérémonie s'est déroulée le 25 septembre 2017 au Théâtre royal de Namur. La soirée fut animée par les comédiennes Valérie Bauchau et Bwanga Pilipili avec la participation du groupe les Juliens, le duo de danse des Mybalé et de Kazuo Tokuoka de la compagnie Carré curieux.
Un hommage tout particulier fut rendu à Jo Dekmine, cofondateur des Halles de Schaerbeek et créateur du Théâtre 140, à Catherine Simon, promotrice du théâtre jeune public et à Michel Reszka, professeur de français, créateur du Centre international de formation en Arts du Spectacle (CiFAS).
| Catégorie                        | Nommés | Nommés | Nommés |
| -------------------------------- | --- | --- | --- |
| Création artistique et technique | Is there life on mars? D'Héloïse Meire. Scénographie : Cécile Hupin. Assistante : Esther Sfez. Mouvement : Sandrine Heyraud. Créateur sonore : Guillaume Istace. Créateur lumière : Jerôme Dejean. Vidéo : Matthieu Bourdon | Vernon Subutex Texte : Virginie Despentes. Conception, adaptation & jeu : René Georges. Musique et chant : Kris Dane. Basse: Anthony Marcon. Batteires : Orisha. Images et réalisation art vidéo : Xavier Istasse. Lumières Julien Soumillon et Simon Fosséprez       | Wilderness D'Arieh Worthalter et Vincent Hennebicq. Mise en scène de Vincent Hennebicq. Scénographie : Boris Dambly. Création lumière : Arié Van Egmond. Création sonore : Thomas Turine. Costumes : Émilie Jonet |
| Scénographie                     | Apocalypse bébé Scénographie : Marie Szersnovicz | Les Enfants du soleil Scénographie : Simon Siegmann | Tableau d'une exécution Scénographie: Renata Gorka |
| Espoir féminin                   | Marie-Aurore d'Awans dans Pas pleurer, de Lydie Salvayre. Mise en scène de Denis Laujol | Léone François dans Gunfactory, de Jean-Michel d'Hoop et dans Les consolantes, de François Emmanuel, mise en scène de Pascal Crochet | Gwendolyne Gauthier dans Les Enfants du soleil d"après Maxime Gorki, mise en scène de Christophe Sermet |
| Espoir masculin                  | Ismaïl Akhlal dans Bab Marrakech, d'Ismaïl Akhlal, Naïm Baddich et Salim Haouach. Mise en scène de Mohamed Ouachen | Adrien Drumel dans Les Femmes savantes, de Molière et une mise en scène de Frédéric Dussenne, dans Pétrole !, d'après Pier Paolo Pasolini et une mise en scène de Frédéric Dussenne et dans La beauté du désastre, de Thomas Depryck. Mise en scène de Lara Ceulemans | François Regout dans Is there life on Mars? d'Héloïse Meire et dans Zazie dans le métro, d'après Raymond Queneau et une mise en scène de Miriam Youssef                                                           |
| Découverte                       | En attendant le jour de François Sauveur | La convivialité d'Arnaud Hoedt et Jérôme Piron et une mise en scène d'Arnault Pirault | Tabula rasa de Violette Pallaro |
| Auteur belge                     | Stéphanie Blanchoud pour Je suis un poids plume | Arnaud Hoedt et Jérôme Piron pour La convivialité | Myriam Leroy pour Cherche l'amour |
| Comédienne                       | Marie Bos dans Apocalypse bébé, de Selma Alaoui d'après Virginie Despentes et dans Les Enfants du soleil, de Christophe Sermet d'après Maxime Gorki                                                                         | Cathy Grosjean dans Taking care of baby de Dennis Kelly et une mise en scène de Jasmina Douieb | Isabelle Wéry dans Les consolantes, de François Emmanuel et une mise en scène de Pascal Crochet |
| Comédien                         | Didier De Neck dans L'absence de guerre de David Hare et une mise en scène d'Olivier Boudon | David Murgia dans Laïka, d'Ascanio Celestini | Yannick Renier dans Les enfants du soleil, de Christophe Sermet d'après Maxime Gorki |
| Seul en scène                    | Je suis un poids plume de et avec Stéphanie Blanchoud. Mise en scène de Daphné D'Heur | L'entrée du Christ à Bruxelles de Dimitri Verhulst. Mise en scène de George Lini. Avec Éric De Staercke. | Laïka d'Ascanio Celestini, avec David Murgia |
| Danse                            | Anima Ardens de Thierry Smits | Giovanni's club de Claudio Bernardo | Nativos d'Ayelen Parolin |
| Cirque                           | Driften d'Anna Nilsson et Sara Lemaire (Compagnie Petri-Dish) | Hyperlaxe de et avec Nicolas Arnould & Axel Stainier. Mise en scène de Sophie Leso (Cie Te Koop) | Pesadilla de Piergiorgio Milano |
| Jeune public                     | Comme la pluie de Pierre Richards et Philippe Léonard (Foule théâtre) | Des illusions de la Compagnie 3637. Mise en scène de Baptiste Isaia | Piletta Remix de Florent Barat |
| Mise en scène                    | La Musica deuxième de Marguerite Duras. Mise en scène de Guillemette Laurent | Le jour, et la nuit, et le jour, après la mort d'Esther Gerritsen. Mise en scène de David Strosberg | Taking care of baby de Dennis Kelly. Mise en scène de Jasmina Douieb |
| Spectacle                        | Apocalypse Bébé d'après Virginie Despentes, mise en scène de Selma Alaoui | Is there life on Mars? d'Héloïse Meire | Les Enfants du soleil d'après Maxime Gorki, mise en scène de Christophe Sermet |
| Prix spécial du jury             | Nicht Schlafen d'Alain Platel et les Ballets C de la B | Nicht Schlafen d'Alain Platel et les Ballets C de la B | Nicht Schlafen d'Alain Platel et les Ballets C de la B |
| Prix Bernadette Abraté           | Philippe De Coen créateur de la compagnie de cirque Feria Musica | Philippe De Coen créateur de la compagnie de cirque Feria Musica | Philippe De Coen créateur de la compagnie de cirque Feria Musica |

### 2018
La cérémonie s'est déroulée le 1er octobre 2018 au Théâtre 140 à Schaerbeek. La soirée est animée par la comédienne Magali Pinglaut et l'humoriste Roda Fawaz. Un ensemble musical dirigé par Fabrizio Cassol a rythmé la cérémonie.
Principale nouveauté de l'année, une statuette dessinée par François Schuiten et conçue par Karl-Heinz Theiss a été remise à chaque lauréat.
| Catégorie                        | Nommés | Nommés | Nommés |
| -------------------------------- | --- | --- | --- |
| Création artistique et technique | Chambarde de Nicolas Mouzet-Tagawa. Scénographie : Matthieu Ferry et Nicolas Mouzet-Tagawa. Lumière et son : Matthieu Ferry assisté d'Octavie Piéron. Costumes : Rita Belova. Diapositives : Alexia Goryn | Frankenstein De Jan Christoph Gockel. D’après Mary Shelley. Scénographe : Julia Kurzweg. Créateur marionnettes & marionnettiste : Michael Pietsch. Création costumes : Émilie Jonet. Création son & musicien : Anton Berman. Créateur lumière : Jean-Jacques Deneumoustier. | Le Livre de la jungle D’après Rudyard Kipling. Mise en scène: Thierry Debroux et Daphné D’Heur. Musique : Philippe Tasquin. Scénographie : Catherine Cosme. Masques et maquillages : Geneviève Périat et Florence Jasselette. Costumes : Chandra Vellut. Lumières: Philippe Catalano. Vidéos : Allan Beurms. Son : Marco Gudanski Chœurs : Pierre Bodson. Chorégraphies : Antoine Guillaume. Décor : Aline Claus et Isis Hauben. Travail corporel : Isabelle Beirens |
| Scénographie                     | Bug Mise en scène : Aurore Fattier. Scénographie : Sabine Theunissen assistée de Simon Détienne | Métamorphoses Mise en scène : Pascal Crochet. Scénographie : Satu Peltoniemi | Un tailleur pour dames Mise en scène : Georges Lini. Scénographie de Thibaut de Coster et Charly Kleinermann. |
| Espoir féminin                   | Priscilla Adade dans Botala Mindele, de Remi De Vos. Mise en scène de Frédéric Dussenne | Raphaëlle Corbisier dans GEN Z :Searching for Beauty de Salvatore Calcagno | Léa Romagny dans J’abandonne une partie de moi que j’adapte, de Justine Lequette |
| Espoir masculin                  | Tom Adjibi dans La Reprise – Histoire(s) du théâtre (I) de Milo Rau et dans Eddy Merckx a marché sur la Lune de Jean-Marie Piemme, mise en scène d'Armel Roussel                                          | Jules Puibaraud dans J’abandonne une partie de moi que j’adapte de Justine Lequette | Félix Vannoorenberghe dans December Man de Colleen Murphy. Mise en scène de Georges Lini. Et dans La Profondeur des forêts de Stanislas Cotton. Mise en scène de Georges Lini. |
| Découverte                       | J'abandonne une partie de moi que j'adapte de Justine Lequette (Group Nabla) | Pater de Barbara Sylvain | Quelques rêves oubliés d'Oriza Hirata, mise en scène de Camille Panza |
| Auteur belge                     | Laure Chartier pour Un fait divers | David-Minor Ilunga pour Délestage | Laurence Vielle pour Burning (Je ne mourus pas et pourtant nulle vie ne demeura) |
| Comédienne                       | Anne-Claire dans Oh les beaux jours de Samuel Beckett. Mise en scène de Michael Delaunoy | Claire Bodson dans Dernier lit de Hugo Claus. Mise en scène : Christophe Sermet | Cathy Grosjean dans Bug de Tracey Letts, mise en scène par Aurore Fattier |
| Comédien                         | Jean-Pierre Baudson dans La Route du levant de Dominique Ziegler. Mise en scène : Jean-Michel Van den Eeyden Et dans Bruxelles Printemps Noir de Jean-Marie Piemme. Mise en scène : Philippe Sireuil.     | Laurent Capelluto dans Le Misanthrope de Molière. Mise en scène de Dominique Serron | Nicolas Luçon dans L'Éveil du printemps, de Frank Wedekind. Mise en scène d’Armel Roussel |
| Seul en scène                    | Avant la fin de et avec Catherine Graindorge | Délestage de et avec David-Minor Ilunga. Mise en scène de Roland Mahauden | Un grand amour de Nicole Malinconi, mise en scène de Jean-Claude Berutti, avec Janine Godinas |
| Danse                            | Etna de et avec Thi-Mai Nguyen | I-clit de Mercedes Dassy | WaW - We are Woman de Thierry Smits (Compagnie Thor) |
| Cirque                           | Burning (Je ne mourus pas et pourtant nulle vie ne demeura) de Julien Fournier | Mémoire(s) par la Compagnie Poivre Rose | Strach, a fear song de Patrick Masset (Théâtre d'un jour) |
| Jeune public                     | Baby Macbeth de et par Agnès Limbos (Cie Gare Centrale) | Chacun son rythme d'Alexandre Drouet (Compagnie Cryotopsie) | La guerre des buissons du Théâtre des 4 mains. Mise en scène de Jérôme Poncin |
| Mise en scène                    | Bruxelles, printemps noir de Jean-Marie Piemme, mise en scène de Philippe Sireuil | Moutoufs du Kholektif Zouf. Mise en scène de Jasmina Douieb | Un tailleur pour dames de Georges Feydeau. Mise en scène de Georges Lini |
| Spectacle                        | L'Éveil du printemps de Frank Wedekind, mise en scène d’Armel Roussel | L'Herbe de l’oubli de Jean-Michel d’Hoop | La Reprise – Histoire(s) du Théâtre (I) de Milo Rau |
| Prix Bernadette Abraté           | Frie Leysen, fondatrice et directrice du Kunstenfestivaldesarts de 1992 à 2006 Christophe Slagmuylder, directeur du Kunstenfestivaldesarts de 2006 à 2018                                                 | Frie Leysen, fondatrice et directrice du Kunstenfestivaldesarts de 1992 à 2006 Christophe Slagmuylder, directeur du Kunstenfestivaldesarts de 2006 à 2018 | Frie Leysen, fondatrice et directrice du Kunstenfestivaldesarts de 1992 à 2006 Christophe Slagmuylder, directeur du Kunstenfestivaldesarts de 2006 à 2018 |

### 2019
L'édition 2019 est marquée plusieurs nouveautés. D'abord un changement de nom: les Prix de la Critique Théâtre-Danse sont rebaptisés "Les Prix Maeterlinck de la Critique", en accord avec les ayants droit de Maurice Maeterlinck, célèbre dramaturge belge.
Ensuite, une nouvelle catégorie fait son apparition, celle du meilleur spectacle comédie-humour.
La cérémonie prévue le 23 septembre 2019 au Théâtre National sera pour la première fois retransmise en direct sur la plateforme Auvio de la RTBF. L'animatrice et humoriste Cécile Djunga en a assuré la présentation. La soirée a bénéficié des contributions artistiques du pianiste Fabian Fiorini, de Peggy Lee Cooper et du trio circassien des Tripotes.
| Catégorie                        | Nommés | Nommés | Nommés |
| -------------------------------- | --- | --- | --- |
| Création artistique et technique | (Victor) Frankenstein de Karine Birgé (compagnie Karyatides) d’après Mary Shelley. Dramaturgie : Félicie Artaud & Robin Birgé. Création sonore : Guillaume Istace. Création lumière: Dimitri Joukovsky. Scénographie et costumes: Claire Farah. Conception créature: Sébastien Boucherit & Joachim Jannin. Piano: Kevin Navas | Parc du collectif La Station. Création lumière et coordination technique: Octavie Piéron. Création sonore: Antonin Simon. Scénographie: Valentin Périlleux. Régie lumière: Octavie Piéron. Régie son: David Defour. | Sylvia de Fabrice Murgia Musique: An Pierlé avec les musiciens Koen Gisen, Hendrik Lasure, Casper Van de Velde. Direction photo: Juliette Van Dormael. Assistant caméra: Takeiki Flon. Assistante à la mise en scène: Justine Lequette. Stagiaire assistante à la mise en scène: Shana Lellouch. Création vidéo et lumière et direction technique Artara: Giacinto Caponio. Assistant création vidéo et régie: Dimitri Petrovic. Costumes: Marie-Hélène Balau. Scénographie: Rudy Sabounghi avec Julien Soulier. Décoratrice: Aurélie Borremans avec Valérie Perin, Léa Pelletier, Sophie Hazebrouck. |
| Scénographie                     | Ce qui arrive Mise en scène: Coline Struyf Scénographie: Arié Van Egmond. | Partage de Midi Mise en scène: Héloïse Jadoul. Scénographie: Bertrand Nodet. | Valhalla Mise en scène et scénographie: Anna Nilsson et Sara Lemaire. |
| Espoir féminin                   | Salomé Crickx Dans Lutte des classes, d’Ascanio Celestini. Mise en scène de Iacopo Bruno et Salomé Crickx. | Sarah Grin Dans Partage de Midi, de Paul Claudel. Mise en scène d’Héloïse Jadoul. | Cécile Maidon Dans Penthésilée, d’Heinrich von Kleist. Mise en scène de Thibaut Wenger. |
| Espoir masculin                  | Ferdinand Despy Dans Marguerite Duras, d’Isabelle Gyselinx. | Pierre Gervais Dans Ce qui arrive, de Coline Struyf, d’après le roman graphique Ici de Richard McGuire. | Thomas Mustin Dans Hamlet, de William Shakespeare. Mise en scène et adaptation d’Emmanuel Dekoninck. |
| Découverte                       | On est sauvage comme on peut du collectif Greta Koetz. | Partage de Midi de Paul Claudel. Mise en scène d’Héloïse Jadoul. | Pourquoi Jessica a-t-elle quitté Brandon ? de Pierre Solot et Emmanuel De Candido. |
| Auteur/Autrice belge             | Angèle Baux-Godard Pour L’Empreinte du vertige. | Pauline d’Ollone Pour Où suis-je ? Qu’ai-je fait ? | Tom Lanoye (auteur) et Alain Van Crugten (traducteur) Pour La Reine Lear |
| Comédienne                       | Edoxi Gnoula Dans LEGS « suite », de et avec Edoxi Gnoula. Mise en scène de Philippe Laurent. | Myriam Saduis Dans Final Cut, de Myriam Saduis avec la collaboration d’Isabelle Pousseur. | Anne Sylvain Dans Ce qui arriva quand Nora quitta son mari, d’Elfriede Jelinek. Mise en scène de Christine Delmotte. Et dans Elephant Man, d’Anne Sylvain. Mise en scène de Michel Kacenelenbogen. |
| Comédien                         | Cédric Juliens Dans Les Voies sauvages, écrit et mis en scène par Régis Duqué, d’après les récits de Dominique de Staercke. | Hervé Piron Dans Desperado, de Ton Kas et Willem De Wolf. Un spectacle de Rien de Spécial, asbl et Tristero. Et dans Crâne, d’Antoine Laubin d’après le roman éponyme de Patrick Declerck.                          | Achille Ridolfi Dans Anti-héros, d’Achille Ridolfi. Mise en scène de Nathalie Uffner. Et dans Propaganda !, de Vincent Hennebicq. |
| Seul en scène                    | LEGS « suite » de et avec Edoxi Gnoula. Mise en scène de Philippe Laurent. | Un homme si simple d’André Baillon. Mise en scène et adaptation de Michel Bernard, avec Angelo Bison. | Une vie sur mesure de Cédric Chapuis. Mise en scène de Stéphane Batlle. Avec Pierre Martin. |
| Comédie-humour                   | Amitiés sincères de Stephan Archinard et François Prévôt-Léygonie. Mise en scène de Michel Israël. | Desperado de Ton Kas et Willem De Wolf. Un spectacle de Rien de Spécial-Énervé/Tristero. | Scapin 68 de Thierry Debroux d’après Molière. |
| Cirque                           | La Vrille du chat de la compagnie Back Pocket. Mise en scène de Vincent Gomez et Philippe Vande Weghe. | One-shot ! de Maxime Dautremont et Foucault Falguerolles. Mise en scène de Benjamin De Matteis. | Valhalla d’Anna Nilsson et Sara Lemaire. |
| Danse                            | Mirage d’Olga de Soto. | Stretch d’Isabella Soupart. | The Great He-Goat de Nicole Mossoux, en collaboration avec Patrick Bonté. |
| Jeune public                     | (Victor) Frankenstein de Karine Birgé d’après Mary Shelley. Un spectacle de la Compagnie Karyatides. | La Question du devoir d’Émilie Plazolles. Un spectacle du Théâtre des Zygomars. | #VU de Mattias De Paep et Andreas Christou. Un spectacle de la Cie Les Arts nomades. |
| Mise en scène                    | Crâne d’Antoine Laubin d’après le roman éponyme de Patrick Declerck. | L.U.C.A. – Last Universal Common Ancestor d’Hervé Guerrisi et Grégory Carnoli. | Playback d’histoires d’amour de Delphine Bibet. |
| Spectacle                        | Ce qui arrive de Coline Struyf, d’après le roman graphique Ici de Richard McGuire. | Final Cut de Myriam Saduis avec la collaboration d’Isabelle Pousseur. | Sylvia de Fabrice Murgia, d’après Sylvia Plath. |
| Prix Bernadette Abraté           | Isabelle Pousseur, metteuse en scène et directrice-fondatrice du Théâtre Océan Nord. | Isabelle Pousseur, metteuse en scène et directrice-fondatrice du Théâtre Océan Nord. | Isabelle Pousseur, metteuse en scène et directrice-fondatrice du Théâtre Océan Nord. |

### 2020
En raison de la pandémie de coronavirus, la cérémonie n'a pas pu se tenir en présentiel. Cependant, une remise des prix virtuelle a eu lieu diffusée via les réseaux sociaux (Facebook, YouTube) et un relais via la plateforme de vidéo à la demande de la RTBF Auvio.
| Catégorie                        | Nommés | Nommés | Nommés |
| -------------------------------- | --- | --- | --- |
| Création artistique et technique | Dimanche de Julie Tenret, Sicaire Durieux, Sandrine Heyraud (compagnies Chaliwaté et Focus). Marionnettes: WAW! Studios - Joachim Jannin / Collaboration Marionnettes: Jean-Raymond Brassinne, Emmanuel Chessa, Aurélie Deloche, Gaëlle Marras / Scénographie: Zoé Tenret / Construction décor: Zoé Tenret, Bruno Mortaignie (LS Diffusion), Sébastien Boucherit, Sébastien Munck / Création lumière: Guillaume Toussaint Fromentin / Création sonore: Brice Cannavo / Création sonore Backup: Loïc Le Foll / Regard extérieur: Alana Osbourne / Réalisation vidéo et direction photographique: Tristan Galand / 1er assistant caméra: Alexandre Cabanne / Chef machiniste: Hatuey Suarez / Prise de vue sous-marine: Alexandra Brixy / Aide costumes: Fanny Boizard / Régie générale: Léonard Clarys / Régisseurs: Isabelle Derr ou Hugues Girard ou Guillaume Toussaint Fromentin. | No One de Sophie Linsmaux et Aurélio Mergola (compagnie Still Life). Scénographie: Aurélie Deloche / Création lumières, régie générale et effets spéciaux: Hugues Girard / Création sonore: Guillaume Istace / Mise en espace et en mouvement: Sophie Leso / Création costumes: Camille Collin / Assistanat scénographie et accessoires: Chloé Jacqmotte / Assistanat général: Sophie Jallet / Illusion: Tim Oelbrandt / Couturière: Cinzia Derom / Construction: Didier Rodot / Prothésistes: Florence Thonet, Anne Van Nyen / Bruitage: Céline Bernard / Régie plateau: Rudi Bovy / Régie lumières: Hugues Girard, Nicolas Thyl / Régie son: Jérémy Michel / Voix bébé: Nikita Jonet / Régie costumes: Rosmary Roig | Sanctuaire sauvagedu Collectif RafaleScénographie, dramaturgie : Cécile Massou / Lumières : Anaïs Ruales / Dispositifs sonores : Victor Praud / Créateur, illustrateur sonore : Jérémy David / Régie : Camille Rolovic |
| Scénographie                     | Carnage Mise en scène: Hélène Beutin et Clément Goethals. Scénographie: Marie Menzaghi. | Les Falaises Mise en scène: Antonin Jenny. Scénographie: Charles-Hippolyte Chatelard. | Le Roman d'Antoine Doinel Mise en scène: Antoine Laubin. Scénographie: Prunelle Rulens. |
| Espoir féminin                   | Amel Benaïssa Dans Borders, de Henry Naylor. Mise en scène de Jasmina Douieb. | Marina Pangos Dans My Fair Lady, de Frederick Loewe et Alan Jay Lerner. Mise en scène de Jack Cooper et Simon Paco. | Mélodie Valemberg Dans Pink Boys and Old Ladies, de Marie Henry. Mise en scène de Clément Thirion. |
| Espoir masculin                  | Maximilien Delmelle Dans Boys Boys Boys, de Diane Fourdrignier. | Jules Puibaraud Dans Des caravelles et des batailles, d’Éléna Doratiotto et Benoît Piret. | Simon Thomas Dans Pink Boys and Old Ladies, de Marie Henry. Mise en scène de Clément Thirion. |
| Découverte                       | Home de Magrit Coulon. | Les Falaises d’Antonin Jenny. | Vacances Vacance d’Ondine Cloez. |
| Auteur/Autrice belge             | Collectif La Brute Pour Paying for it | Elena Doratiotto et Benoît Piret Pour Des caravelles et des batailles | Marie Henry Pour Pink Boys and Old Ladies |
| Comédienne                       | Valérie Bauchau dans Celle que vous croyez, de Jessica Gazon, d’après le roman de Camille Laurens. | Isabelle Defossé Dans Villa Dolorosa, de Georges Lini. | Tita Iacobelli Dans Tchaïka, de Natacha Belova et Tita Iacobelli. |
| Comédien                         | Adrien Drumel Dans Le Roman d’Antoine Doinel, d’Antoine Laubin. | Nicolas Luçon Dans Villa Dolorosa, de Georges Lini, et dans Ce qui vit en nous, de Stéphane Arcas, Baudouin De Jaer et Martijn Dendievel. | Tristan Schotte Dans Edmond, d’Alexis Michalik. Mise en scène: Michel Kacenelenbogen; et dans Les Caprices de Marianne, d’Alfred de Musset. Mise en scène: Alain Leempoel.                                             |
| Seul en scène                    | Le Champ de bataille de Jérôme Colin. Mise en scène et adaptation: Denis Laujol, avec Thierry Hellin. | Rage dedans de et avec Jean-Luc Piraux. | Tchaïka de Natacha Belova et Tita Iacobelli, avec Tita Iacobelli. |
| Comédie-humour                   | Au suivant de Guillermo Guiz | L’Histoire approximative et néanmoins touchante de Bobby Lapointe. des Compagnons qui pointent. | Les Émotifs anonymes de Philippe Blasband et Jean-Pierre Améris..Mise en scène: Arthur Jugnot. |
| Cirque                           | 125 BPM du Duo André/Léo. | Encore une fois de Julio Calero Ferre, Daniel Torralbo Pérez et Gianna (Les Tripotes). | Work de Claudio Stellato. |
| Danse                            | Forces de Leslie Mannès, Thomas Turine, Vincent Lemaître. | IDA don't cry me love de Lara Barsacq. | Weg d’Ayelen Parolin. |
| Jeune public                     | Jimmy n'est plus là de Guillaume Kerbusch. | Ni oui ni non bien au contraire de Martine Godard. | Un silence ordinaire de Didier Poiteaux. |
| Mise en scène                    | No one de Sophie Linsmaux et Aurelio Mergola. | Le Roman d’Antoine Doinel d’Antoine Laubin. | Villa Dolorosa Mise en scène de Georges Lini. |
| Spectacle                        | Des caravelles et des batailles d’Éléna Doratiotto et Benoît Piret. | Dimanche de Julie Tenret, Sicaire Durieux, Sandrine Heyraud. | Paying for it du Collectif La Brute. |
| Prix Bernadette Abraté           | Catherine Magis et Benoît Litt, directeurs et fondateurs de l'Espace Catastrophe, devenu Up - Circus & Performing Arts. | Catherine Magis et Benoît Litt, directeurs et fondateurs de l'Espace Catastrophe, devenu Up - Circus & Performing Arts. | Catherine Magis et Benoît Litt, directeurs et fondateurs de l'Espace Catastrophe, devenu Up - Circus & Performing Arts.                                                                                                |

### 2021
En raison de la pandémie de coronavirus et, par conséquent, la fermeture prolongée des institutions scéniques, le jury des Prix Maeterlinck de la Critique a décidé d'annuler son édition 2021. Les quelques spectacles montrés durant la saison 2020-2021 ont été repris dans la sélection pour l'édition 2022.

### 2022
Après une année blanche en raison des conditions sanitaires imposées pendant la pandémie de Covid, la cérémonie des Prix Maeterlinck de la Critique revient en 2022. Il s'agit pour le jury de célébrer le 70e anniversaire des récompenses qui depuis 1952 et sous diverses appellations ont honoré les arts vivants en Belgique francophone.
La cérémonie s'est tenue le lundi 31 octobre 2022 au Théâtre des Martyrs. Elle était animée par la comédienne Valérie Bauchau et les musiciens Sibel Dincer et Daniel Vincke.
Le jury a pris en considération dans ses débats les créations scéniques qui ont été présentées au tout public depuis septembre 2020, soit sur deux saisons. La saison culturelle 2020-2021 avait été sévèrement amputée en raison de la fermeture des lieux culturels en raison de la pandémie. Le jury a également décidé de réunir les catégories genrées: "comédien" et "comédienne" devenant "interprète", "espoir masculin" et "espoir féminin" devenant "espoir". 
| Catégorie                        | Nommés | Nommés | Nommés |
| -------------------------------- | --- | --- | --- |
| Création artistique et technique | Loco Mise en scène, dramaturgie, interprétation: Tita Iacobelli / Mise en scène, dramaturgie, conception scénographie et marionnettes: Natacha Belova / Interprétation: Marta Pereira / Chorégraphies, regard extérieur: Nicole Mossoux / Assistant à la dramaturgie, regard extérieur: Raven Rüell Remerciements pour la contribution artistique à Sophie Warnant / Création lumière: Christian Halkin / Marionnettes: Loïc Nebreda / Création sonore: Simón González / Costumes: Jackye Fauconnier / Scénographie et Assistant à la mise en scène: Camille Burckel / Production: Javier Chávez / Production Artistique: Daniel Córdova / Régie lumière: Gauthier Poirier | Le Songe d'une nuit d'été De Jean-Michel d’Hoop d’après Shakespeare / Assistanat à la mise en scène: Lucile Vignolles / Musique: Boris Gronemberger / Marionnettes et masques: Loïc Nebreda, assisté par Isis Hauben, Maël Christyn, Ségolène Denis / Stagiaire marionnettes: Garance Bancel / Scénographie: Olivier Wiame assisté par Olivia Sprumont / Costumes: Camille Collin / Confection costumes: Cinzia Derom / Stagiaire costumes: Evy Demotte / Lumières: Xavier Lauwers / Chorégraphie: Jérôme Louis / Construction décor: Vincent Rutten / Régie générale Julie Bernaerts, Grégoire Tempels, Marc Defrise. | Stanley: Small Choices in Rotten Apples Conçu ensemble avec Thibaut De Coster, Véronique Dumont, Héloïse Jadoul, Iris Julienne, Charly Kleinermann, Clément Thirion et Thomas Turine. Rendu possible grâce au travail de Camille Bono, Angela Massoni, Jean-François Philips, Alice Spenlé et Olivier Vincent. |
| Scénographie                     | Intérieur Mise en scène: Héloïse Jadoul Scénographie: Bertrand Nodet. | Mademoiselle Agnès Mise en scène: Philippe Sireuil Scénographie: Vincent Lemaire | Marche salope Mise en scène, scénographie: Céline Chariot et Jean-Baptiste Szezot. |
| Espoir                           | Leïla Chaarani Dans Charlotte, de Michèle Fabien. Mise en scène de Frédéric Dussenne. Dans Phèdre(s), adaptation et mise en scène Pauline d'Ollone d'après Jean Racine. et dans Qui a peur, de Tom Lanoye. Mise en scène d'Aurore Fattier. | Khadim Fall Dans Qui a peur, de Tom Lanoye. Mise en scène d'Aurore Fattier. | Chloé Larrère Dans Ce baiser soufflé sera pour toi, écrit, mis en scène et interprété par Chloé Larrère. Dans Saule, pieds nus dans les aiguilles, par La Berlue. Dans À ce qui manque, écrit et mis en scène par Chloé Winkel.                                                                                |
| Découverte                       | À-Vide d'Aurélien Dony | Appellation sauvage contrôlée d'Hélène Collin | The Visit de Mbalou Arnould et Blanche Tirtiaux |
| Auteur/Autrice belge             | Céline Delbecq Pour À cheval sur le dos des oiseaux | François Emmanuel Pour Dressing Room | Collectif Greta Koetz Pour Le Jardin |
| Interprète                       | Clément Thirion Dans George de Molière, de Ludovic Barth & Mathylde Demarez d’après Molière Et dans Stanley : small choice in rotten apples, de Simon Thomas. | France Bastoen Dans Mademoiselle Agnès de Rebekka Kricheldorf mis en scène par Philippe Sireuil et dans Girls and Boys de Dennis Kelly mis en scène par Jean-Baptiste Delcourt | Gwendoline Gauthier Dans Iphigénie à Splott, de Gary Owen, mise en scène de Georges Lini. |
| Seul en scène                    | À cheval sur le dos des oiseaux de Céline Delbecq, avec Véronique Dumont | Dressing Room de François Emmanuel, mise en scène de Guillemette Laurent, avec Marie Bos. | Girls and Boys de Dennis Kelly, mise en scène de Jean-Baptiste Delcourt, avec France Bastoen. |
| Comédie-humour                   | Birthday de Joe Penhall, mise en scène de Julie-Anne Roth | Kill Fiction de David Nobrega | Zaï Zaï du Collectif Mensuel et Nicolas Ancion d'après Fabcaro |
| Cirque                           | À 2 mètres de Jesse Huygh et Rocio Garrote | Le Chat de Schrödinger de Mikaël Bres et Aurélien Oudot (compagnie Back Pocket) | Tout rien d'Alexis Rouvre |
| Danse                            | Les Autres d'Anton Lachky | Simple d'Ayelen Parolin | Une tentative presque comme une autre de Clément et Guillaume Papachristou |
| Jeune public                     | C'est ta vie de la Compagnie 3637 | Mike du Théâtre de l'EVNI | NORMAN c’est comme normal, à une lettre près de Clément Thirion |
| Mise en scène                    | Qui a peur de Tom Lanoye, mise en scène d’Aurore Fattier. | Mademoiselle Agnès de Rebekka Kricheldorf mis en scène par Philippe Sireuil | Les Yeux rouges de Myriam Leroy, adaptation et mise en scène de Véronique Dumont |
| Spectacle                        | Éloge de l'altérité d’Isabelle Pousseur | George de Molière de Ludovic Barth et Mathylde Demarez | Iphigénie à Splott de Gary Owen, traduction Blandine Pélissier et Kelly Rivière, mise en scène Georges Lini. |
| Prix Bernadette Abraté           | Jacqueline Bir, comédienne | Jacqueline Bir, comédienne | Jacqueline Bir, comédienne |

### 2024
La convention pluriannuelle 2018-2022 avec la Communauté française de Belgique n'étant pas reconduite par décision gouvernementale de novembre 2023, aucun subside ne permet l'organisation de la cérémonie.